# Maarten Schmidt
Maarten Schmidt (Groningen, 28 dicembre 1929 – Fresno, 17 settembre 2022) è stato un astronomo statunitense di origine olandese famoso per le sue ricerche sulla velocità di rotazione della nostra Galassia e sull'origine dello spostamento verso il rosso delle linee spettrali, che lo hanno portato nel 1963 alla scoperta delle radiosorgenti quasi stellari (quasar)..

## Biografia
Schmidt è nato a Groningen, Paesi Bassi, nel dicembre 1929. Suo padre, Wilhelm, ha lavorato come contabile per il governo olandese; sua madre, Annie Wilhelmina (Haringhuizen), era una casalinga. Schmidt ha studiato matematica e fisica all'Università di Groningen, laureandosi nel 1949 prima di ottenere un master l'anno successivo, studiando presso l'Università di Leiden con Jan Hendrik Oort. Nel 1956 Schmidt ha ottenuto  un dottorato in filosofia all'Osservatorio di Leida.
Schmidt ha quindi risieduto negli Stati Uniti per due anni con una Carnegie Fellowship. Tornò brevemente nei Paesi Bassi, ma alla fine emigrò negli Stati Uniti in modo permanente nel 1959 per lavorare presso il California Institute of Technology. All'inizio si occupò di teorie sulla distribuzione di massa e sulla dinamica delle galassie. Di particolare rilievo di questo periodo è stata la sua formulazione di quella che è diventata nota come la legge di Schmidt, che mette in relazione la densità del gas interstellare con il tasso di formazione stellare che si verifica in quel gas. In seguito iniziò uno studio degli spettri di luce delle radiosorgenti.
Nel 1963, utilizzando il telescopio riflettore da 200 pollici dell'Osservatorio di Palomar, Schmidt identificò l'oggetto visibile corrispondente a una di queste radiosorgenti, nota come 3C 273 e ne studiò anche lo spettro. Sebbene il suo aspetto simile a una stella suggerisse che fosse relativamente vicino, lo spettro di 3C 273 ha dimostrato di avere quello che all'epoca era un elevato spostamento verso il rosso di 0,158, dimostrando che si trovava ben oltre la Via Lattea e quindi possedeva una luminosità straordinariamente alta. Schmidt definì 3C 273 un oggetto o quasar "quasi stellare"; da allora ne sono state identificate migliaia.
Schmidt è apparso sulla copertina della rivista Time nel marzo 1966. In seguito è stato co-destinatario, con Donald Lynden-Bell, del Premio Kavli per l'astrofisica inaugurale nel 2008.
Nel 1978 è diventato membro della National Academy of Sciences.
Schmidt è morto il 17 settembre 2022 nella sua casa di Fresno, in California. Aveva 92 anni.

## Vita privata
Schmidt si è sposato con Cornelia Tom nel 1955. Si sono incontrati a una festa organizzata da Oort e sono rimasti sposati fino alla sua morte nel 2020. Insieme hanno avuto tre figlie: Anne, Elizabeth e Marijke.

## Riconoscimenti
- Nel 1964 ha ricevuto il Premio Helen B. Warner per l'astronomia[3]
- Nel 1991 Schmidt ha conseguito la medaglia James Craig Watson per i suoi contributi in astronomia.
- Nel 1992 ha ricevuto la Medaglia Bruce[4]
- Nel 1993 gli è stato assegnato il R.M. Petrie Prize Lecture[5]
- Nel 2008 ha ricevuto il Premio Kavli[6]